# Cañamero
Cañamero est une commune de la province de Cáceres dans la communauté autonome d'Estrémadure en Espagne.